# Black Prince (танк)
Піхотний танк A43 «Чорний Принц» — британський експериментальний важкий танк підтримки піхоти періоду Другої світової війни.

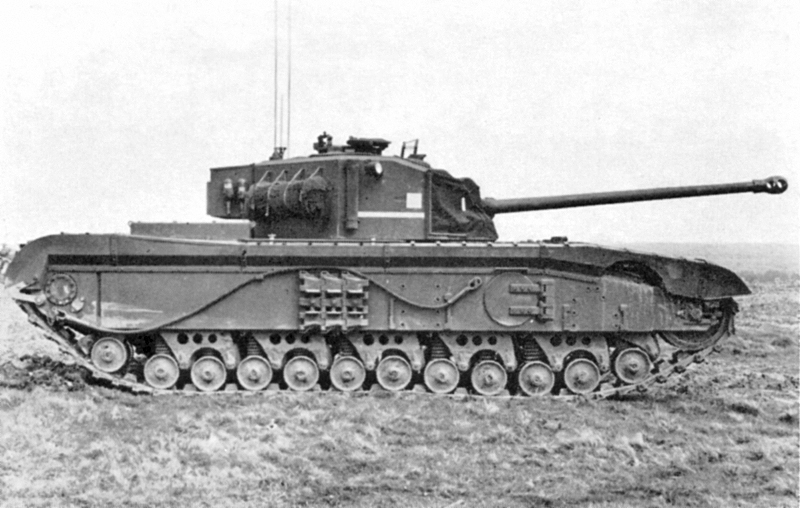
Танк «Чорниц Принц», вигляд збоку

Був подальшим розвитком важкого піхотного танку Черчилль зі збільшенням бойової маси, потовщенням броні та встановленням 76,2 мм гармати QF 17.
Названий на честь видатного англійського військового діяча 14 століття Едуарда Чорного Принца. Військове відомство Великої Британії планувало замовити до 300 танків такого типу, проте у зв'язку з завершенням бойових дій у Європі та розвитком програми перспективнішого середнього танку «Центуріон», програма «Чорного Принца» була припинена.
Всього випущено 6 прототипів, серійне виробництво налагоджено не було.